# Lissonota adornata
Lissonota adornata là một loài tò vò trong họ Ichneumonidae.